# San Miguel (Liriuni)
San Miguel ist eine Ortschaft im Departamento Cochabamba im südamerikanischen Andenstaat Bolivien.

## Lage im Nahraum
San Miguel liegt in der Provinz Quillacollo und ist eine Ortschaft des Cantón Quillacollo im Municipio Quillacollo. San Miguel ist ein Subkanton und liegt auf einer Höhe von 3698 m, er setzt sich zusammen aus den Ortschaften (localidades) Jankokala (94 Einw.), San Miguel (88 Einw.), Chakeri (53 Einw.) und Liriuni (14 Einw.). San Miguel liegt am linken, nordöstlichen Ufer des Río Liriuni, der von den Hängen der Kordillere von Cochabamba in den Talkessel von Cochabamba fließt.

## Geographie
San Miguel liegt nordwestlich der Ebene von Cochabamba, am Nordostrand der Cordillera Mazo Cruz, knapp sieben Kilometer nordöstlich des Gipfels des Cerro Tunari. Das Klima ist ein typisches Tageszeitenklima, bei dem die mittleren täglichen Temperaturschwankungen höher ausfallen als die jahreszeitlichen Schwankungen.
Die Jahresdurchschnittstemperatur der Region liegt bei etwa 6 °C (siehe Klimadiagramm Challa Grande) und schwankt nur unwesentlich zwischen 2 °C im Juni und Juli und gut 8 °C im November und Dezember. Der Jahresniederschlag beträgt etwa 650 mm, bei einer ausgeprägten Trockenzeit von Mai bis August mit Monatsniederschlägen unter 10 mm und einer Feuchtezeit von Dezember bis Februar mit bis zu 155 mm Monatsniederschlag.

## Verkehrsnetz
San Miguel liegt in einer Entfernung von 33 Kilometern westlich von Cochabamba, der Hauptstadt des Departamentos.
Durch Cochabamba und Quillacollo führt die 1657 Kilometer lange Nationalstraße Ruta 4, die ganz im Westen an der chilenischen Grenze bei Tambo Quemado beginnt. Sie führt quer durch das ganze Land über Quillacollo, Cochabamba und Villa Tunari nach Santa Cruz und endet im südöstlichen Teil des Landes an der Grenze zu Brasilien bei der Stadt Puerto Quijarro. In Quillacollo zweigt die Ruta 25 nach Norden Richtung Morochata ab und erreicht über Bella Vista nach zwanzig Kilometern San Miguel.

## Bevölkerung
Die Einwohnerzahl der Ortschaft ist im Jahrzehnt zwischen den letzten beiden Volkszählungen um mehr als ein Drittel angestiegen:
| Jahr | Einwohner         | Quelle       |
| ---- | ----------------- | ------------ |
| 1992 | keine Detaildaten | Volkszählung |
| 2001 | 176               | Volkszählung |
| 2012 | 249               | Volkszählung |
| 2024 |                   | Volkszählung |

Die Region weist einen hohen Anteil an Quechua-Bevölkerung auf. Im Municipio Quillacollo sprechen trotz der großstädtischen Überformung 55,8 Prozent der Bevölkerung Quechua.